# Vesuvio (trein)
De Vesuvio was een binnenlandse Italiaanse sneltrein voor de verbinding Milaan - Napels. De Vesuvio is vernoemd naar de bij Napels gelegen vulkaan Vesuvius.

## Geschiedenis
De geschiedenis van deze trein gaat terug tot de jaren 30 van de twintigste eeuw toen Italië twee hogesnelheidslijnen, de Diretissima, opende één tussen Bologna en Firenze de andere tussen Rome en Napels. Hogesnelheid betekende destijds 175 km/h en voor de nieuwe lijnen werd een nieuw treinstel, de Elettro Treno Rapido 200 (ETR 200) ontwikkeld. De universiteit van Turijn ontwierp de trein tussen 1934 en 1936, waarna Breda de eerste ETR 200 bouwde in 1936. In 1937 werd de ETR 200 in de dienstregeling geïntroduceerd voor de dienst tussen Bologna en Napels met tussenstops in Firenze en Rome.

## Rapido
De treindienst werd na de Tweede Wereldoorlog hervat en kreeg in de jaren 50 van de twintigste eeuw de naam Freccia del Vesuvio. De ETR 200 treinstellen werden begin jaren zestig omgebouwd tot ETR 220/230/240 en voorzien van een vierde wagenbak. De Olympische Spelen van 1960 waren aanleiding voor de introductie van de ETR 250 en de Vesuvio werd vervolgens afwisselend gereden met ETR 220 en ETR 250 treinstellen.

## Trans Europ Express
In 1969 besloot de Ferrovie dello Stato om haar TEE dieseltreinstellen, naar Frans en Duits voorbeeld, te vervangen door getrokken rijtuigen. Omdat sinds 1965 ook binnenlandse TEEs waren toegestaan bleef de order voor de Gran Conforto rijtuigen niet beperkt tot vervangend TEE materieel maar werden ook rijtuigen besteld om de binnenlandse prestige treinen te kunnen opwaarderen tot TEE. De Vesuvio is op 30 september 1973, toen er genoeg Gran conforto-rijtuigen waren afgeleverd, in het TEE-net opgenomen.

### Rollend materieel
De treindienst werd meteen gestart met elektrische tractie met getrokken rijtuigen.

#### Tractie
Als locomotieven is de serie E 444 van de FS ingezet.

#### Rijtuigen
Als rijtuigen werd de vervolgserie van de Gran Conforto rijtuigen van FIAT ingezet. Deze hadden in tegenstelling tot de eerste, internationale, serie geen generatorrijtuig om de stroom om te vormen voor het boordnet, maar konden binnen Italië rechtstreeks gevoed worden via de locomotief. Als bijzonderheid van deze trein reden er vanaf 26 mei 1974 tot 30 september 1979 zelfs twee restauratierijtuigen in de trein mee.

### Route en dienstregeling
De trein reed onder de nummer TEE 94 en TEE 95, behalve van september 1977 tot mei 1978 toen TEE 94 reed als TEE 76
| TEE 95 | land   | station         | km  | TEE 94 |
| ------ | ------ | --------------- | --- | ------ |
| 09:50  | Italië | Milano Centrale | 0   | 23:35  |
|        | Italië | Bologna         | 218 |        |
|        | Italië | Firenze         | 314 |        |
| 15:42  | Italië | Roma Termini    | 630 | 17:30  |
| 17:25  | Italië | Napoli          | 839 | 16:00  |

## Intercity
In 1987 werd de Vesuvio voortgezet als InterCity met twee klassen omdat de kwalificatie EuroCity was voorbehouden aan internationale treinen. De treindienst werd voortgezet tot de introductie van de EuroStar Italia met ETR 500 treinstellen op de 21e-eeuwse hogsnelheidslijnen eind 2005.